# Gnopharmia maculifera
Gnopharmia maculifera är en fjärilsart som beskrevs av Otto Staudinger 1892. Gnopharmia maculifera ingår i släktet Gnopharmia och familjen mätare. Inga underarter finns listade i Catalogue of Life.